# Groupe I des éliminatoires du Championnat d'Europe de football 2020
 (décembre 2022).
Navigation
Groupe H Groupe J
Cet article donne les résultats des matches du groupe I des éliminatoires de l'Euro 2020.
Le Groupe I est composé de 6 équipes nationales européennes avec pour tête de série la Belgique, troisième du dernier Mondial. La Belgique (1re) et la Russie (2e) du groupe sont directement qualifiés pour la phase finale de la compétition. L'Écosse (vainqueur de son groupe en Ligue des Nations) jouera les barrages.

## Classement
| Rang | Équipe      | Pts | J  | G  | N | P  | Bp | Bc | Diff |  | Résultats (▼ dom., ► ext.) |     |     |     |     |     |     |
| ---- | ----------- | --- | -- | -- | - | -- | -- | -- | ---- |  | -------------------------- | --- | --- | --- | --- | --- | --- |
| 1    | Belgique    | 30  | 10 | 10 | 0 | 0  | 40 | 3  | +37  |  | Belgique                   |     | 3-1 | 3-0 | 6-1 | 3-0 | 9-0 |
| 2    | Russie      | 24  | 10 | 8  | 0 | 2  | 33 | 8  | +25  |  | Russie                     | 1-4 |     | 4-0 | 1-0 | 1-0 | 9-0 |
| 3    | Écosse (B)  | 15  | 10 | 5  | 0 | 5  | 16 | 19 | -3   |  | Écosse (B)                 | 0-4 | 1-2 |     | 2-1 | 3-1 | 6-0 |
| 4    | Chypre      | 10  | 10 | 3  | 1 | 6  | 15 | 20 | -5   |  | Chypre                     | 0-2 | 0-5 | 1-2 |     | 1-1 | 5-0 |
| 5    | Kazakhstan  | 10  | 10 | 3  | 1 | 6  | 13 | 17 | -4   |  | Kazakhstan                 | 0-2 | 0-4 | 3-0 | 1-2 |     | 4-0 |
| 6    | Saint-Marin | 0   | 10 | 0  | 0 | 10 | 1  | 51 | -50  |  | Saint-Marin                | 0-4 | 0-5 | 0-2 | 0-4 | 1-3 |     |

- Sélection directement qualifiée pour l'Euro 2020

## Résultats et calendrier
| 1re journée                | Kazakhstan                                                                                  | 3 - 0   | Écosse      | Astana Arena, Noursoultan                         |                                                   |
| 21 mars 2019 16h00 (21h00) | ( Merkel) Pertsoukh (en) 6e · ( Qoûat) Vorogovski 10e · ( Suïimbaïev (en)) Zaïnoutdinov 51e | (2 - 0) |             | Spectateurs : 27 641 Arbitrage : Srđjan Jovanović | Spectateurs : 27 641 Arbitrage : Srđjan Jovanović |
| 21 mars 2019 16h00 (21h00) | Merkel 38e · Suïimbaïev (en) 90+5e                                                          | Rapport | 83e Shinnie | Spectateurs : 27 641 Arbitrage : Srđjan Jovanović | Spectateurs : 27 641 Arbitrage : Srđjan Jovanović |

|               | Chypre                                                                                           | 5 - 0   | Saint-Marin                                                             | Stade GSP, Nicosie                            |                                               |
| 18h00 (19h00) | Sotiríou 19e (pen.) 23e (pen.) · ( Efrem) Koúsoulos 26e · ( Mytidis (en)) Efrem 31e · Laïfis 56e | (4 - 0) |                                                                         | Spectateurs : 3 175 Arbitrage : Juri Frischer | Spectateurs : 3 175 Arbitrage : Juri Frischer |
| 18h00 (19h00) |                                                                                                  | Rapport | 18e Simoncini (en) · 20e Golinucci (en) · 20e Giardi (en) · 71e Palazzi | Spectateurs : 3 175 Arbitrage : Juri Frischer | Spectateurs : 3 175 Arbitrage : Juri Frischer |

|       | Belgique                                                                      | 3 - 1   | Russie            | Stade Roi Baudouin, Bruxelles                   |                                                 |
| 20h45 | ( Castagne) Tielemans 15e · E. Hazard 45e (pen.) · ( Batshuayi) E. Hazard 88e | (2 - 1) | 16e Tcherychev    | Spectateurs : 34 245 Arbitrage : Ovidiu Haţegan | Spectateurs : 34 245 Arbitrage : Ovidiu Haţegan |
| 20h45 | Mertens 89e                                                                   | Rapport | 18e, 90e Golovine | Spectateurs : 34 245 Arbitrage : Ovidiu Haţegan | Spectateurs : 34 245 Arbitrage : Ovidiu Haţegan |

| 2e journée                 | Kazakhstan                                                                | 0 - 4   | Russie | Astana Arena, Noursoultan                      |                                                |
| 24 mars 2019 15h00 (20h00) |                                                                           | (0 - 2) | 19e Tcherychev (Ionov ) · 45+2e Tcherychev (Dziouba ) · 52e Dziouba (Tcherychev ) · 62e (csc) Beïssebekov (en) | Spectateurs : 29 582 Arbitrage : Slavko Vinčić | Spectateurs : 29 582 Arbitrage : Slavko Vinčić |
| 24 mars 2019 15h00 (20h00) | Suïimbaïevv (en) 50e · Qoûat 59e · Akhmetov (en) 64e · Zaïnoutdinov 90+3e | Rapport | 70e Tcherychev                                                                                                 | Spectateurs : 29 582 Arbitrage : Slavko Vinčić | Spectateurs : 29 582 Arbitrage : Slavko Vinčić |

|       | Saint-Marin   | 0 - 2   | Écosse                                       | Stadio Olimpico, Serravalle                           |                                                       |
| 18h00 |               | (0 - 1) | 4e McLean (Fraser ) · 74e Russell (Forrest ) | Spectateurs : 4 077 Arbitrage : Manuel Schüttengruber | Spectateurs : 4 077 Arbitrage : Manuel Schüttengruber |
| 18h00 | Berardi 90+4e | Rapport | 90+1e McTominay                              | Spectateurs : 4 077 Arbitrage : Manuel Schüttengruber | Spectateurs : 4 077 Arbitrage : Manuel Schüttengruber |

|               | Chypre  | 0 - 2   | Belgique                                   | Stade GSP, Nicosie                                |                                                   |
| 20h45 (21h45) |         | (0 - 2) | 10e E. Hazard · 18e Batshuayi (T. Hazard ) | Spectateurs : 8 728 Arbitrage : François Letexier | Spectateurs : 8 728 Arbitrage : François Letexier |
| 20h45 (21h45) | Rapport |         |                                            | Spectateurs : 8 728 Arbitrage : François Letexier | Spectateurs : 8 728 Arbitrage : François Letexier |

| 3e journée                | Russie | 9 - 0   | Saint-Marin                | Mordovia Arena, Saransk                            |                                                    |
| 8 juin 2019 18h00 (19h00) | Cevoli (en) 25e (csc) · Dziouba 31e (pen.) · ( An. Mirantchouk) Koudriachov 36e · An. Mirantchouk 41e · ( Golovine) Dziouba 73e · Dziouba 76e · ( Ozdoïev) Smolov 77e · ( Dziouba) Smolov 83e · Dziouba 88e | (4 - 0) |                            | Spectateurs : 42 241 Arbitrage : Mohammed Al-Hakim | Spectateurs : 42 241 Arbitrage : Mohammed Al-Hakim |
| 8 juin 2019 18h00 (19h00) | | Rapport | 11e Rinaldi · 17e Mularoni | Spectateurs : 42 241 Arbitrage : Mohammed Al-Hakim | Spectateurs : 42 241 Arbitrage : Mohammed Al-Hakim |

|       | Belgique                                                        | 3 - 0   | Kazakhstan                                          | Stade Roi Baudouin, Bruxelles                 |                                               |
| 20h45 | ( E. Hazard) Mertens 11e · ( Mertens) Castagne 14e · Lukaku 50e | (2 - 0) |                                                     | Spectateurs : 37 155 Arbitrage : Irfan Peljto | Spectateurs : 37 155 Arbitrage : Irfan Peljto |
| 20h45 |                                                                 | Rapport | 37e Beïssebekov (en) · 45+2e Qoûat · 75e Vorogovski | Spectateurs : 37 155 Arbitrage : Irfan Peljto | Spectateurs : 37 155 Arbitrage : Irfan Peljto |

|               | Écosse                              | 2 - 1   | Chypre                           | Hampden Park, Glasgow                              |                                                    |
| 20h45 (19h45) | ( McGinn) Robertson 61e · Burke 89e | (0 - 0) | 87e Koúsoulos (Georgiou )        | Spectateurs : 31 277 Arbitrage : Ola Hobber Nilsen | Spectateurs : 31 277 Arbitrage : Ola Hobber Nilsen |
| 20h45 (19h45) | McGregor 45e                        | Rapport | 26e Ioannou (en) · 74e Artymatás | Spectateurs : 31 277 Arbitrage : Ola Hobber Nilsen | Spectateurs : 31 277 Arbitrage : Ola Hobber Nilsen |

| 4e journée                 | Kazakhstan | 4 - 0   | Saint-Marin              | Astana Arena, Noursoultan                           |                                                     |
| 11 juin 2019 16h00 (20h00) | ( Suïimbaïev (en)) Qoûat 45+1e · ( Chomko) Fedine (en) 62e · ( Islamkhan) Suïimbaïev (en) 65e · ( Taghybergen) Islamkhan 79e | (1 - 0) |                          | Spectateurs : 18 652 Arbitrage : Bartosz Frankowski | Spectateurs : 18 652 Arbitrage : Bartosz Frankowski |
| 11 juin 2019 16h00 (20h00) | Ierlanov (en) 31e · Chomko 90e                                                                                               | Rapport | 48e Censoni · 64e Brolli | Spectateurs : 18 652 Arbitrage : Bartosz Frankowski | Spectateurs : 18 652 Arbitrage : Bartosz Frankowski |

|       | Belgique                                                            | 3 - 0   | Écosse        | Stade Roi Baudouin, Bruxelles                   |                                                 |
| 20h45 | ( E. Hazard) Lukaku 45+1e · Lukaku 57e · ( Mertens) De Bruyne 90+2e | (1 - 0) |               | Spectateurs : 32 482 Arbitrage : Petr Ardeleanu | Spectateurs : 32 482 Arbitrage : Petr Ardeleanu |
| 20h45 | De Bruyne 34e                                                       | Rapport | 52e McTominay | Spectateurs : 32 482 Arbitrage : Petr Ardeleanu | Spectateurs : 32 482 Arbitrage : Petr Ardeleanu |

|               | Russie                           | 1 - 0   | Chypre                        | Stade de Nijni Novgorod, Nijni Novgorod         |                                                 |
| 20h45 (21h45) | ( Koudriachov) Ionov 38e         | (1 - 0) |                               | Spectateurs : 42 228 Arbitrage : Marco Di Bello | Spectateurs : 42 228 Arbitrage : Marco Di Bello |
| 20h45 (21h45) | Golovine 45+2e · Koudriachov 73e | Rapport | 20e Makrís · 63e Margaça (en) | Spectateurs : 42 228 Arbitrage : Marco Di Bello | Spectateurs : 42 228 Arbitrage : Marco Di Bello |

| 5e journée                     | Chypre                                                                | 1 - 1   | Kazakhstan                              | Stade GSP, Nicosie                                 |                                                    |
| 6 septembre 2019 18h00 (19h00) | ( Ioannou (en)) Sotiríou 39e                                          | (1 - 1) | 2e Chtchiotkine (en) (Suïimbaïev (en) ) | Spectateurs : 5 639 Arbitrage : Mattias Gestranius | Spectateurs : 5 639 Arbitrage : Mattias Gestranius |
| 6 septembre 2019 18h00 (19h00) | Mintikkis (en) 7e · Ioannou (en) 15e · Koúsoulos 45+2e · Laifis 90+4e | Rapport | 51e Maly · 85e Suïimbaïev (en)          | Spectateurs : 5 639 Arbitrage : Mattias Gestranius | Spectateurs : 5 639 Arbitrage : Mattias Gestranius |

|       | Saint-Marin                         | 0 - 4   | Belgique                                                                                         | Stadio Olimpico, Serravalle                    |                                                |
| 20h45 |                                     | (0 - 1) | 43e (pen.) Batshuayi · 57e Mertens (Chadli ) · 63e Chadli · 90+2e Batshuayi (Ferreira Carrasco ) | Spectateurs : 2 523 Arbitrage : Horatiu Fesnic | Spectateurs : 2 523 Arbitrage : Horatiu Fesnic |
| 20h45 | Simoncini (en) 41e · Battistini 78e | Rapport |                                                                                                  | Spectateurs : 2 523 Arbitrage : Horatiu Fesnic | Spectateurs : 2 523 Arbitrage : Horatiu Fesnic |

|               | Écosse                  | 1 - 2   | Russie                                   | Hampden Park, Glasgow                               |                                                     |
| 20h45 (19h45) | McGinn 10e              | (1 - 1) | 40e Dziouba · 59e (csc) O'Donnell        | Spectateurs : 32 432 Arbitrage : Tasos Sidiropoulos | Spectateurs : 32 432 Arbitrage : Tasos Sidiropoulos |
| 20h45 (19h45) | Cooper 46e · McLean 70e | Rapport | 55e Zobnine · 70e Barinov · 90e Akhmetov | Spectateurs : 32 432 Arbitrage : Tasos Sidiropoulos | Spectateurs : 32 432 Arbitrage : Tasos Sidiropoulos |

| 6e journée             | Russie                    | 1 - 0   | Kazakhstan | Baltika Arena, Kaliningrad                        |                                                   |
| 9 septembre 2019 20h45 | ( Golovine) Fernandes 89e | (0 - 0) |            | Spectateurs : 31 818 Arbitrage : Nikola Dabanović | Spectateurs : 31 818 Arbitrage : Nikola Dabanović |
| 9 septembre 2019 20h45 | Rapport                   |         |            | Spectateurs : 31 818 Arbitrage : Nikola Dabanović | Spectateurs : 31 818 Arbitrage : Nikola Dabanović |

|       | Saint-Marin  | 0 - 4   | Chypre                                                                                   | Stadio Olimpico, Serravalle                       |                                                   |
| 20h45 |              | (0 - 2) | 2e Koúsoulos · 38e Papoulis (en) ( Sotiriou) · 73e Koúsoulos · 75e Artymatas ( Georgiou) | Spectateurs : 662 Arbitrage : Iwan Arwel Griffith | Spectateurs : 662 Arbitrage : Iwan Arwel Griffith |
| 20h45 | 72e Vitaioli | Rapport |                                                                                          | Spectateurs : 662 Arbitrage : Iwan Arwel Griffith | Spectateurs : 662 Arbitrage : Iwan Arwel Griffith |

|               | Écosse                        | 0 - 4   | Belgique | Hampden Park, Glasgow                      |                                            |
| 20h45 (19h45) |                               | (0 - 3) | 9e Lukaku ( De Bruyne) · 24e Vermaelen ( De Bruyne) · 32e Alderweireld ( De Bruyne) · 82e De Bruyne ( Lukaku) | Spectateurs : 25 524 Arbitrage : Paweł Gil | Spectateurs : 25 524 Arbitrage : Paweł Gil |
| 20h45 (19h45) | O'Donnell 59e · McTominay 61e | Rapport | 79e Vermaelen                                                                                                 | Spectateurs : 25 524 Arbitrage : Paweł Gil | Spectateurs : 25 524 Arbitrage : Paweł Gil |

| 7e journée                    | Kazakhstan                                                                                                | 1 - 2   | Chypre                                                     | Astana Arena, Noursoultan                     |                                               |
| 10 octobre 2019 16h00 (20h00) | Ierlanov (en) 34e                                                                                         | (1 - 0) | 73e Sotiríou (Špoljarić (en) ) · 84e Ioannou (en) (Kostí ) | Spectateurs : 11 769 Arbitrage : Craig Pawson | Spectateurs : 11 769 Arbitrage : Craig Pawson |
| 10 octobre 2019 16h00 (20h00) | Suïimbaïev (en) 4e · Islamkhan 26e · Ierlanov (en) 39e · Äbiken (en) 50e · Qoûat 64e · Pertsoukh (en) 72e | Rapport | 26e Merkis · 44e Mintikkis                                 | Spectateurs : 11 769 Arbitrage : Craig Pawson | Spectateurs : 11 769 Arbitrage : Craig Pawson |

|       | Belgique | 9 - 0   | Saint-Marin                                  | Stade Roi Baudouin, Bruxelles                          |                                                        |
| 20h45 | ( Tielemans) Lukaku 28e · ( Lukaku) Chadli 31e · Brolli 35e (csc) · ( E. Hazard) Lukaku 41e · ( Castagne) Alderweireld 43e · ( E. Hazard) Tielemans 45+1e · ( Ferreira Carrasco) Benteke 79e · Verschaeren 84e (pen.) · Castagne 90e | (6 - 0) |                                              | Spectateurs : 34 504 Arbitrage : Anastasios Papapetrou | Spectateurs : 34 504 Arbitrage : Anastasios Papapetrou |
| 20h45 | Mertens 51e | Rapport | 82e Marcello Mularoni · 90+1e Simoncini (en) | Spectateurs : 34 504 Arbitrage : Anastasios Papapetrou | Spectateurs : 34 504 Arbitrage : Anastasios Papapetrou |

|               | Russie                                                                                    | 4 - 0   | Écosse    | Stade Loujniki, Moscou                        |                                               |
| 20h45 (21h45) | ( Golovine) Dziouba 57e · ( Golovine) Ozdoïev 60e · Dziouba 70e · ( Dziouba) Golovine 84e | (0 - 0) |           | Spectateurs : 65 703 Arbitrage : Jacob Kehlet | Spectateurs : 65 703 Arbitrage : Jacob Kehlet |
| 20h45 (21h45) |                                                                                           | Rapport | 41e Fleck | Spectateurs : 65 703 Arbitrage : Jacob Kehlet | Spectateurs : 65 703 Arbitrage : Jacob Kehlet |

| 8e journée                    | Kazakhstan                                                              | 0 - 2   | Belgique                                          | Astana Arena, Noursoultan                          |                                                    |
| 13 octobre 2019 15h00 (19h00) |                                                                         | (0 - 1) | 21e Batshuayi (Praet ) · 53e Meunier (E. Hazard ) | Spectateurs : 26 801 Arbitrage : Gediminas Mažeika | Spectateurs : 26 801 Arbitrage : Gediminas Mažeika |
| 13 octobre 2019 15h00 (19h00) | Georgy Zhukov 36e · Maly 57e · Beïssebekov (en) 83e · Äbiken (en) 90+2e | Rapport | 11e Batshuayi · 82e Witsel                        | Spectateurs : 26 801 Arbitrage : Gediminas Mažeika | Spectateurs : 26 801 Arbitrage : Gediminas Mažeika |

|               | Chypre     | 0 - 5   | Russie | Stade GSP, Nicosie                               |                                                  |
| 18h00 (19h00) |            | (0 - 2) | 9e Tcherychev · 22e Ozdoïev (Tcherychev ) · 79e Dziouba (Tcherychev ) · 89e Golovine (Dziouba ) · 90+2e Tcherychev (Dziouba ) | Spectateurs : 9 439 Arbitrage : Srđjan Jovanović | Spectateurs : 9 439 Arbitrage : Srđjan Jovanović |
| 18h00 (19h00) | Laïfis 27e | Rapport | 45+1e Karavaïev | Spectateurs : 9 439 Arbitrage : Srđjan Jovanović | Spectateurs : 9 439 Arbitrage : Srđjan Jovanović |

|               | Écosse | 6 - 0   | Saint-Marin                     | Hampden Park, Glasgow                           |                                                 |
| 18h00 (17h00) | ( Christie) McGinn 12e · McGinn 27e · ( Findlay) McGinn 45+1e · Shankland 65e · ( Christie) Findlay 67e · Armstrong 86e | (3 - 0) |                                 | Spectateurs : 20 699 Arbitrage : Jérôme Brisard | Spectateurs : 20 699 Arbitrage : Jérôme Brisard |
| 18h00 (17h00) | McTominay 25e | Rapport | 34e Giardi (en) · 53e Golinucci | Spectateurs : 20 699 Arbitrage : Jérôme Brisard | Spectateurs : 20 699 Arbitrage : Jérôme Brisard |

| 9e journée                     | Chypre        | 1 - 2   | Écosse                                                              | Stade GSP, Nicosie                             |                                                |
| 16 novembre 2019 15h00 (16h00) | Efrem 47e     | (0 - 1) | 12e Christie (McGinn ) · 53e McGinn (Taylor )                       | Spectateurs : 7 595 Arbitrage : Harald Lechner | Spectateurs : 7 595 Arbitrage : Harald Lechner |
| 16 novembre 2019 15h00 (16h00) | Demetriou 58e | Rapport | 14e McGregor · 47e McKenna · 56e McGinn · 58e Taylor · 90+1e Palmer | Spectateurs : 7 595 Arbitrage : Harald Lechner | Spectateurs : 7 595 Arbitrage : Harald Lechner |

|               | Russie                  | 1 - 4   | Belgique | Stade Krestovski, Saint-Petersbourg                |                                                    |
| 18h00 (20h00) | ( Kouziaïev) Djikia 79e | (0 - 3) | 19e T. Hazard (E. Hazard ) · 33e E. Hazard (Lukaku ) · 40e E. Hazard (De Bruyne ) · 72e Lukaku (De Bruyne ) | Spectateurs : 53 317 Arbitrage : Artur Soares Dias | Spectateurs : 53 317 Arbitrage : Artur Soares Dias |
| 18h00 (20h00) | Petrov 3e               | Rapport | | Spectateurs : 53 317 Arbitrage : Artur Soares Dias | Spectateurs : 53 317 Arbitrage : Artur Soares Dias |

|       | Saint-Marin                                      | 1 - 3   | Kazakhstan                                                                               | Stadio Olimpico, Serravalle                 |                                             |
| 18h00 | ( Lunadei) Berardi 77e                           | (0 - 3) | 6e Zaïnoutdinov (Vorogovski ) · 23e Suïimbaïev (en) · 27e Chtchiotkine (en) (Islamkhan ) | Spectateurs : 643 Arbitrage : Ali Palabıyık | Spectateurs : 643 Arbitrage : Ali Palabıyık |
| 18h00 | Palazzi 54e · Simoncini (en) 85e · Caccaroli 90e | Rapport | 31e Mirochnitchenko (en) · 44e Taghybergen                                               | Spectateurs : 643 Arbitrage : Ali Palabıyık | Spectateurs : 643 Arbitrage : Ali Palabıyık |

| 10e journée            | Belgique | 6 - 1   | Chypre           | Stade Roi Baudouin, Bruxelles                     |                                                   |
| 19 novembre 2019 20h45 | ( Ferreira Carrasco) Benteke 16e · De Bruyne 36e · ( Ferreira Carrasco) De Bruyne 41e · ( E. Hazard) Ferreira Carrasco 44e · Christoforou (en) 51e (csc) · ( De Bruyne) Benteke 68e | (4 - 1) | 14e Ioannou (en) | Spectateurs : 40 568 Arbitrage : Jørgen Burchardt | Spectateurs : 40 568 Arbitrage : Jørgen Burchardt |
| 19 novembre 2019 20h45 | | Rapport | 19e Merkis       | Spectateurs : 40 568 Arbitrage : Jørgen Burchardt | Spectateurs : 40 568 Arbitrage : Jørgen Burchardt |

|       | Saint-Marin                                                        | 0 - 5   | Russie | Stadio Olimpico, Serravalle                        |                                                    |
| 20h45 |                                                                    | (0 - 2) | 3e Kouziaïev · 19e Petrov (Kouziaïev ) · 49e Al. Mirantchouk (Petrov ) · 56e Ionov · 78e Komlitchenko (Petrov ) | Spectateurs : 1 604 Arbitrage : Thorvaldur Árnason | Spectateurs : 1 604 Arbitrage : Thorvaldur Árnason |
| 20h45 | Simoncini (en) 33e · Censoni 45e · Palazzi 53e · Hirsch (en) 90+3e | Rapport | 53e Ozdoïev | Spectateurs : 1 604 Arbitrage : Thorvaldur Árnason | Spectateurs : 1 604 Arbitrage : Thorvaldur Árnason |

|               | Écosse                                             | 3 - 1   | Kazakhstan                                                         | Hampden Park, Glasgow                        |                                              |
| 20h45 (19h45) | McGinn 48e · Naismith 64e · ( Taylor) McGinn 90+1e | (0 - 1) | 34e Zaïnoutdinov (Chtchiotkine (en) )                              | Spectateurs : 19 515 Arbitrage : Bas Nijhuis | Spectateurs : 19 515 Arbitrage : Bas Nijhuis |
| 20h45 (19h45) | Gallagher 66e                                      | Rapport | 22e Islamkhan · 43e Äbiken (en) · 67e Marotchkine (en) · 81e Qoûat | Spectateurs : 19 515 Arbitrage : Bas Nijhuis | Spectateurs : 19 515 Arbitrage : Bas Nijhuis |

## Statistiques

### Liste des buteurs
| 9 buts - Artyom Dziouba 7 buts - Romelu Lukaku - John McGinn 5 buts - Eden Hazard - Denis Cheryshev 4 buts - Michy Batshuayi - Kevin De Bruyne - Ioánnis Koúsoulos - Piéros Sotiríou 3 buts - Christian Benteke - Baktiyar Zaynutdinov 2 buts - Toby Alderweireld - Timothy Castagne - Nacer Chadli | - Dries Mertens - Youri Tielemans - Geórgios Efrem - Ioannou (en) - Aleksey Shchotkin (en) - Gafurzhan Suyumbayev (en) - Aleksandr Golovine - Alekseï Ionov - Magomed Ozdoïev - Fiodor Smolov 1 but - Yannick Ferreira Carrasco - Thorgan Hazard - Thomas Meunier - Thomas Vermaelen - Yari Verschaeren - Kostakis Artymatas - Konstantínos Laïfis - Fotios Papoulis (en) - Maxim Fedin (en) | - Bauyrzhan Islamkhan - Islambek Kuat - Yuriy Pertsukh (en) - Temirlan Yerlanov (en) - Gueorgui Djikiya - Mário Fernandes - Nikolaï Komlitchenko - Fiodor Koudriachov - Daler Kouziaïev - Alekseï Mirantchouk - Anton Mirantchouk - Sergueï Petrov - Filippo Berardi - Stuart Armstrong - Oliver Burke - Ryan Christie - Stuart Findlay - Kenny McLean - Steven Naismith - Andrew Robertson - Johnny Russell - Lawrence Shankland |

| Contre son camp (csc) - Kypros Christoforou (en) - Abzal Beisebekov (en) - Cristian Brolli | - Michele Cevoli (en) - Stephen O'Donnell |

### Liste des passeurs
| 7 passes décisives - Eden Hazard 6 passes décisives - Kevin De Bruyne 5 passes décisives - Artyom Dziouba 4 passes décisives - Yannick Ferreira Carrasco - Aleksandr Golovine 3 passes décisives - Gafurzhan Suyumbayev (en) - Romelu Lukaku - Denis Cheryshev 2 passes décisives - Timothy Castagne - Dries Mertens - Daler Kouziaïev - Sergueï Petrov - Ryan Christie | - John McGinn - Greg Taylor - Anthony Georgiou - Bauyrzhan Islamkhan 1 passe décisive - Michy Batshuayi - Nacer Chadli - Thorgan Hazard - Dennis Praet - Youri Tielemans - Alekseï Ionov - Fiodor Koudriachov - Anton Mirantchouk - Magomed Ozdoïev - Stuart Findlay - James Forrest - Ryan Fraser - Geórgios Efrem - Nicolas Ioannou (en) - Ioánnis Kostí | - Nestoras Mitidis (en) - Matija Špoljarić (en) - Piéros Sotiríou - Dmitri Shomko - Aleksey Shchotkin (en) - Islambek Kuat - Askhat Tagybergen - Yan Vorogovskiy - Lorenzo Lunadei |

## Discipline
Un joueur est automatiquement suspendu pour le match suivant :
- S'il cumule trois avertissements (cartons jaunes) lors de trois matchs différents.
- S'il se voit décerner une exclusion de terrain (carton rouge).
- S'il cumule cinq avertissements lors de matchs différents.
- Pour chaque avertissement à partir du cinquième.
  - En cas d’infraction grave, l’Instance de contrôle, d’éthique et de discipline de l'UEFA est habilitée à aggraver la sanction, y compris en l'étendant à d'autres compétitions.

| Joueurs                    | Cartons | Suspensions                                   |
| -------------------------- | --- | --------------------------------------------- |
| Alexandre Golovine         | 1re journée, contre Belgique (21 mars 2019)                                                                                                 | 2e journée, contre Kazakhstan (24 mars 2019)  |
| Ghafoûrjan Suïimbaïev (en) | 1re journée, contre Écosse (21 mars 2019) · 2e journée, contre Russie (24 mars 2019) · 5e journée, contre Chypre (6 septembre 2019)         | 6e journée, contre Russie (9 septembre 2019)  |
| Scott McTominay            | 2e journée, contre Saint-Marin (24 mars 2019) · 4e journée, contre Belgique (11 juin 2019) · 6e journée, contre Belgique (9 septembre 2019) | 7e journée, contre Russie (10 octobre 2019)   |
| Islambek Qoûat             | 2e journée, contre Russie (24 mars 2019) · 3e journée, contre Belgique (8 juin 2019) · 7e journée, contre Chypre (10 octobre 2019)          | 8e journée, contre Belgique (13 octobre 2019) |
| Davide Simoncini (en)      | 1re journée, contre Chypre (21 mars 2019) · 5e journée, contre Belgique (6 septembre 2019) · 7e journée, contre Belgique (10 octobre 2019)  | 8e journée, contre Écosse (13 octobre 2019)   |
| Konstantínos Laïfis        | 7e journée, contre Russie (13 octobre 2019)                                                                                                 | 9e journée, contre Écosse (16 novembre 2019)  |